# Ривизондоли
Ривизондо̀ли (на италиански: Rivisondoli) е село и община в Южна Италия, провинция Акуила, регион Абруцо. Разположено е на 688 m надморска височина. Населението на общината е 676 души (1 януари 2023).